# 모리모토 사토시

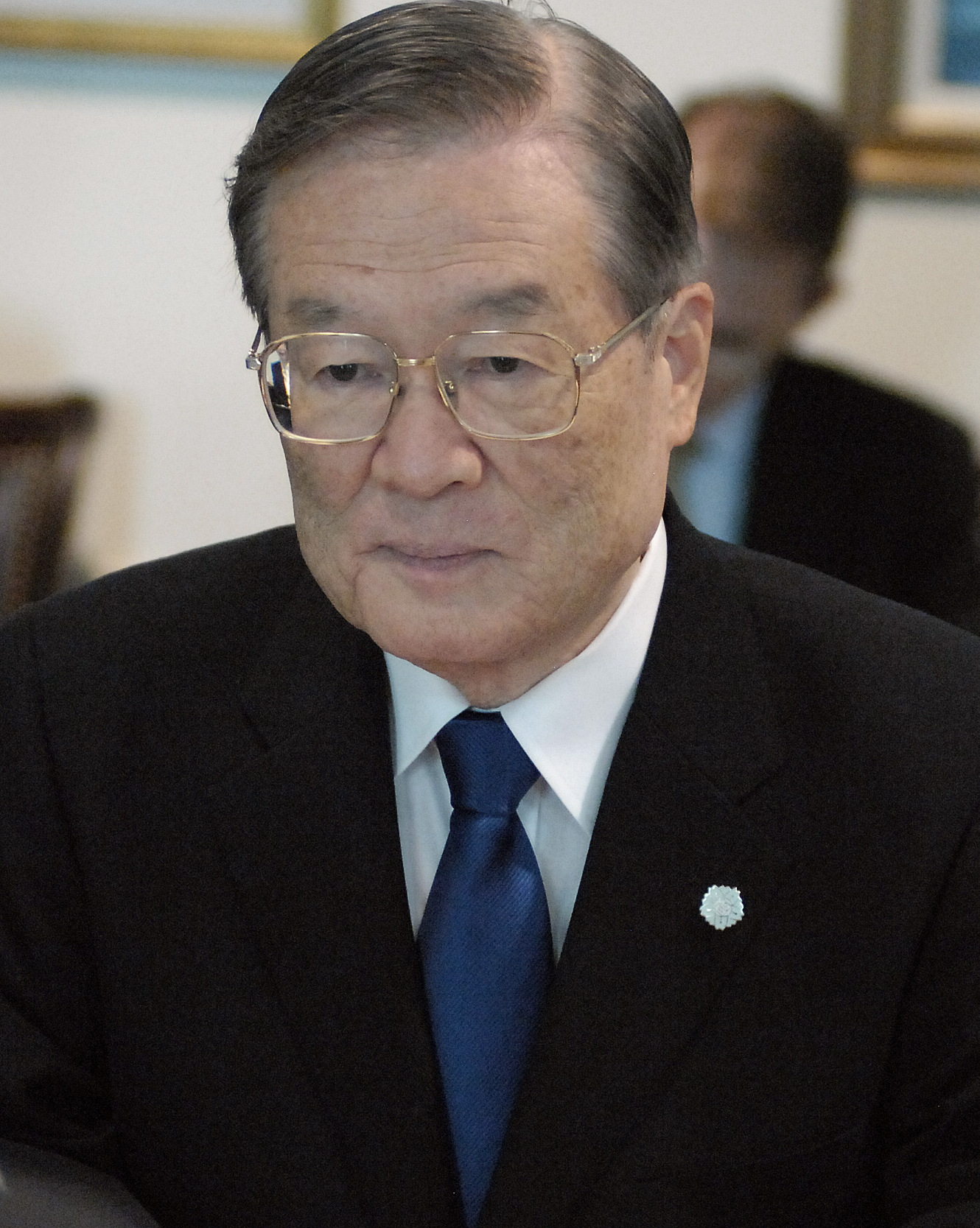
모리모토 사토시

모리모토 사토시(森本敏, 1941년 3월 15일 ~ )는 일본의 국제정치학자, 전 외교관, 정치인이다. 다쿠쇼쿠 대학 대학원 교수로 있다가 노다 요시히코 내각에서 방위대신을 지냈다.

## 생애
도쿄도 출신. 오사카부 도요나카시에서 자랐다. 방위대학교 본과 졸업. 1979년 항공자위대 3등공좌(공군소령)으로 예편했다. 2000년 다쿠쇼쿠 대학 교수. 2012년 6월 노다 요시히코 내각에서 민간인 출신으로는 처음으로 방위대신에 임명됐다.